# Santiago Ferrer i Costa
Santiago Ferrer Costa (Eivissa, 1971) és un economista formenterer. Fou diputat al Parlament de les Illes Balears en la cinquena legislatura, del 1999 fins al 2003, en representació de la Coalició d'Organitzacions Progressistes de Formentera (C.O.P.), escollit en les eleccions del 13 de juny d'aquell any per la circumscripció de Formentera. Fou, igualment, conseller i vicepresident segon del Consell Insular d'Eivissa i Formentera, al front de les Conselleries d'Hisenda, Indústria i Transports en el mateix període.
Fou membre del Consell d'Administració de l'Autoritat Portuària de les Illes Balers (Ports de l'Estat) des de 1999 a 2003. És membre del Consell Econòmic i Social de les Illes Balears des de novembre de 2016, havent-ho set des d'abril de 2008 fins a l'octubre de 2011, formant part de la Comissió d'Economia d'aquest Organisme Estatutari Consultiu de la Comunitat Autònoma de les Illes Balears. Fou reelegit al CES en gener de 2021 per un període de quatre anys.
És membre com a conseller dominical del Consell d'Administració d'Enagàs des d'octubre de 2.018 en representació de la Societat Estatal de Participacions Industrials (o SEPI, del castellà Sociedad Estatal de Participaciones Industriales) i s'integra a la Comissió de Nomenaments, Retribucions i Responsabilitat Social Corporativa de l'empresa.
És economista col·legiat a l'Il·lustre Col·legi d'Economistes de les Illes Balears i exerceix la lliure professió.